# Attenti al gorilla
Attenti al gorilla è un film del 2019 diretto da Luca Miniero.

## Trama
Lorenzo è un avvocato che decide di fare causa allo zoo della sua città, ma dopo aver vinto si deve portare a casa un gorilla di nome Peppe. Lorenzo sta divorziando da Emma, con la quale è ormai ai ferri corti, ma tenta goffamente di salvare il rapporto con i tre figli, le gemelline Rosa e Sara, e il primogenito Ale, che a causa del suo mal pronunciare alcune lettere si è chiuso in una condizione di mutismo selettivo. La presenza del gorilla darà luogo a situazioni esilaranti, ma sarà anche l'occasione per Lorenzo di trascorrere più tempo con i figli e capire le loro fragilità.

## Promozione
Il trailer del film è stato pubblicato il 13 dicembre 2018.

## Distribuzione
La pellicola è stata distribuita nelle sale cinematografiche italiane a partire dal 10 gennaio 2019.